# BRM P201
O  P201/P201B  é o modelo da BRM das temporadas de 1974, 1975, 1976 e 1977 da F1. Foi guiado por Jean-Pierre Beltoise, Chris Amon, Bob Evans, François Migault, Henri Pescarolo, Mike Wilds, Ian Ashley e Lerry Perkins.